# Clarence Hobart

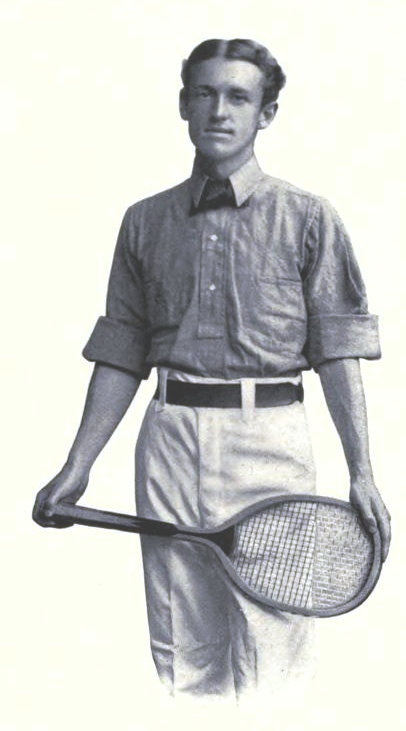
Clarence Hobart

Clarence Hobart, född 1870 eller 1871, död sommaren 1930 var en amerikansk tennisspelare aktiv under 1890-talet och 1900-talets första årtionde.

## Tenniskarriären
Clarence Hobart är bekant i första hand som framgångsrik dubbelspelare med fem titlar i Amerikanska mästerskapen som främsta meriter. Han vann tre av dessa i herrdubbel tillsammans med Valentine Hall (1890) och Fred Hovey (1893 och 1894). Förutom sina segrar nådde han dessutom finalerna i dubbelklassen 1888 och 1895. Två gånger vann han mixed-dubbeltiteln i mästerskapen. I 1892 års turnering vann han tillsammans med irländskan Mabel Cahill och året därpå tillsammans med amerikanskan Ellen Roosevelt.
Hobart, som ofta spelade turneringar i Europa, nådde final i dubbel i Wimbledonmästerskapen 1898 och 1899 tillsammans med Harold Nisbet.
Även om Hobart främst var dubbelspelare hade han också framgångar som singelspelare och besegrade i olika turneringar namnkunniga och meriterade spelare som Joshua Pim och Arthur Gore. I Amerikanska mästerskapen 1891 vann han All Comers Round men blev i slutfinalen (Challenge Round) besegrad av landsmannen Oliver Campbell som vann med (2-6, 7-5, 7-9, 6-1, 6-2).  
Hobart vann 1899 singeltiteln i tyska grusmästerskapen i Hamburg genom finalseger över den irländske spelaren Harold Mahony (8-6, 8-10, 6-0, 6-8, 8-6). Han nådde slutfinalen också i 1907 års turnering men vägrade spela denna eftersom han var motståndare till systemet med Challenge Round. Han ansåg att det systemet gav den utvilade titelförsvararen som bara behövde spela en enda match alltför stora fördelar framför den trötta utmanaren som tvingats spela flera matcher i utmanaromgångarna . Han diskvalificerades därför.

## Spelaren och personen
Clarence Hobart var aldrig någon kraftfull spelare, en vek fysik och ett nervöst temperament ansågs hindra honom från att bli en stor mästare. Emellanåt kunde han dock med sina goda varierade grundslag besegra de främsta i singel. Han spelade ofta forehand med kraftig överskruv.
Hobart omkom 59 år gammal (1930) i en dykolycka i en simbassäng.

## Titlar iGrand Slam-turneringar
- Amerikanska mästerskapen
  - Dubbel - 1890, 1893, 1894
  - Mixed dubbel - 1892, 1893